# Carex cockayniana
Espèce
Classification phylogénétique
Carex cockayniana est une espèce de plante du genre Carex et de la famille des Cyperaceae.